# Campylomormyrus alces
Campylomormyrus alces är en fiskart som först beskrevs av George Albert Boulenger 1920.  Campylomormyrus alces ingår i släktet Campylomormyrus och familjen Mormyridae. IUCN kategoriserar arten globalt som livskraftig. Inga underarter finns listade.